# Eck Imre
Eck Imre (Budapest, 1930. december 2. – Budapest, 1999. december 20.) Kossuth- és Liszt Ferenc-díjas magyar táncos, koreográfus, érdemes- és kiváló művész, a Pécsi Balett alapítója, a Pécsi Nemzeti Színház örökös tagja.

## Élete
Eck Imre és Árpási Ilona gyermekeként született.
Nádasi Ferencnél tanult. 1949-ben lett az Operaház tagja. 1950-1960 között az Operaház magántáncosa volt. 1960-ban Téri Tibor az első pécsi balettegyüttes egy évvel korábbi megalapítója Eck Imrét és Lőrincz Györgyöt meghívta Pécsre. Eck ebben az évben Kabalevszkij: Komádiások-ját koreografálta. Ettől az évtől számítják a Pécsi Balett megalakulását, amely az ország második állandó balettegyüttese lett. Eck 1968-ig igazgatója, később művészeti vezetője volt.
Koreográfusi munkássága az 1980-as évek végéig meghatározta a társaság repertoárját. Műveiben kezdettől fogva a kor problémáiról szólt, a színpadi tánc korszerű kifejezési formáit kutatta, sajátos nyelvezetet alakított ki, amelyben a jazztánc, az akrobatika és a pantomim elemeit ötvözte a klasszikus balettel. Többnyire inkább kisebb formátumú műveket készített, amelyekhez szívesen használta fel kortárs magyar zeneszerzők műveit. Az 1970-es években a folklór is megjelent balettjeiben. Készített koreográfiákat az Operaháznak és külföldre is, mint például Boston, Belgrád, Helsinki.

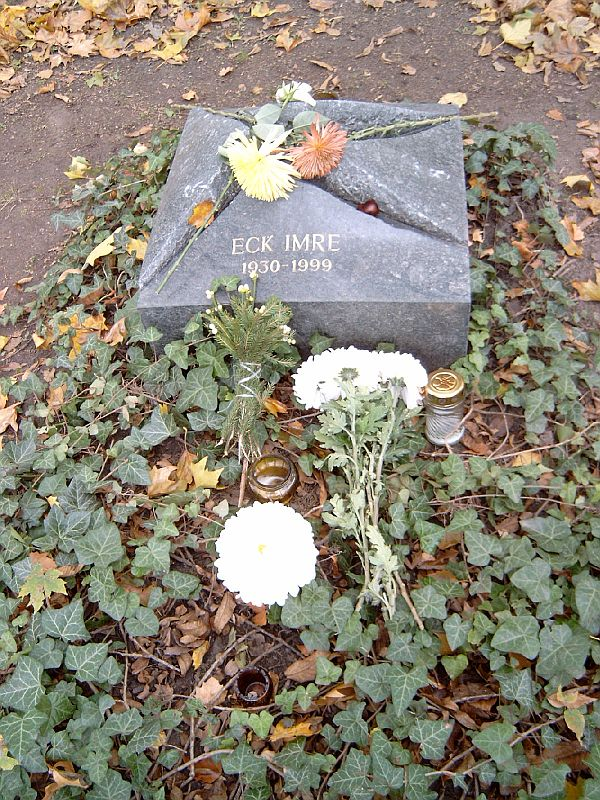
Eck Imre sírja Kerepesi temető 42/1-A-26

## Szerepei
- Lőrinc barát (1961)

- Az iszonyat balladája (1961)

- Concerto a szivárvány színeire (1961) Fekete

- A csodálatos mandarin (1965) A mandarin

- Salome (táncjáték) (1980) Herodes

- Lót leányai (1982)

- Szentivánéji álom (1982) Zuboly

- Máté-passió (1983) Pilátus

- A csodálatos mandarin (1987) Az öreg

## Koreográfiai munkái
- Csongor és Tünde (1959)[1]
- Az iszonyat balladája (1961)[1]
- A parancs (1962)[1]
- Etűdök kékben (1964)
- A csodálatos mandarin (1965, 1987)[1]
- Magyar babák (1971)
- Requiem (1976)
- Peer Gynt (1977)
- Carmina Burana (1978)[1]
- Salome (1980)
- Othello (1980)[1]
- Szerelem (1986)

## Díjai, elismerései
- Érdemes művész (1970)
- Janus Pannonius-díj (1972)

- SZOT-díj (1975)
- Liszt Ferenc-díj  (1962) (1978)
- Kossuth-díj (1978)
- Kiváló művész (1988)
- Pécs város díszpolgára (1992)

## Külső hivatkozások
- Magyar színházművészeti lexikon. Főszerk. Székely György. Budapest: Akadémiai. 1994.  ISBN 963-05-6635-4
- Eck Imre a PORT.hu-n (magyarul)
- Pécsi Napilap

- Eck Imre. Pécsi Balett Archívum.Eck Imre (magyar nyelven). Pécsi Balett Archívum. (Hozzáférés: 2025. március 28.)